# ریوو سینییارو
ریوو سینییارو (استونیایی: Riivo Sinijärv؛ زادهٔ ۲۷ مهٔ ۱۹۴۷) سیاست‌مدار اهل استونی است. وی از آوریل تا نوامبر ۱۹۹۵ وزیر امور خارجه استونی و از سال ۱۹۹۶ تا ۱۹۹۷ وزیر کشور استونی بوده‌است.